# Canción de trabajo
Una canción de trabajo suele ser una canción rítmica cantada a capella por aquellas personas que desempeñan tareas físicas y repetitivas; probablemente, el motivo de estas canciones es el de reducir el aburrimiento al realizar dichas tareas; asimismo, el ritmo de estas canciones sirve para sincronizar el movimiento físico de las personas que realizan los trabajos. Frecuentemente, la letra de estas canciones suele improvisarse cada vez que es cantada: esta improvisación permite a los trabajadores hablar de ciertos temas como el escapar de la esclavitud (caso de los esclavos estadounidenses) o para quejarse acerca del capitán de un barco y las condiciones de trabajo (caso de los marineros). Es por ello que, las canciones de trabajo, pueden ser de ayuda para crear un sentimiento de unión entre los trabajadores.
También está considerada como el precursor del blues.[cita requerida]

## Canción de trabajo y esclavitud
Las canciones de trabajo, cantadas por los esclavos son conocidas en el mundo por distintos nombres. En Estados Unidos, este tipo de canciones (work songs) fueron uno de los antecesores del blues; algunas canciones formaban parte de la herencia nativa de los esclavos y eran cantadas para recordar el lugar de donde provenían, mientras que otras fueron impuestas por los dueños de los esclavos para aumentar la moral de los mismos e incluso para hacerles trabajar de una forma rítmica. Las canciones de los esclavos negros de Estados Unidos pueden asociarse a las canciones de las chain gang (término asociado al grupo de convictos encadenados juntos y que realizan una labor física y repetitiva) o a los espirituales, dependiendo del contexto de la canción.

En Estados Unidos, las canciones más famosas de esclavos eran cantadas por los esclavos afroamericanos del sur del país; estas canciones solían tener un formato de llamada y respuesta, en el cual el cantante principal cantaba un verso, o versos, para que acto seguido el resto de los trabajadores le respondiera como un coro. Una canción famosa de aquella época corresponde al espiritual Swing Low, Sweet Chariot. Frederick Douglass, un esclavo que logró escapar a New York, comentó en 1845:

A medida que se encaminaban (al trabajo), los esclavos hacían reverberar los antiguos y densos bosques con sus canciones, en millas a la redonda, mostrando al unísono la mayor de las alegrías y la más profunda de las tristezas. Componían y cantaban durante todo el camino, sin tener en cuenta ni el tiempo ni la entonación. El pensamiento que iba, y venía, si no se encontraba en la palabra, estaba en el sonido; y, frecuentemente, tanto en uno como en otro. A veces cantaban el sentimiento más patético con la entonación más entusiasta y el más entusiasta sentimiento con la entonación más patética. Cantaban, como un coro, palabras que a muchos les hubieran parecido una jerga ininteligible, pero que, sin embargo, para ellos estaban cargadas de significado. He pensado, a veces, que el mero hecho de escuchar esas canciones impresionaría más a algunas mentes acerca de la horrible condición de la esclavitud que la lectura de libros enteros de filosofía sobre el tema.

La música asociada a la esclavitud en Estados Unidos puede englobarse en dos categorías principales: espirituales y música secular, consistiendo la música secular, principalmente, en gritos de campo con el acompañamiento de instrumentos caseros. A pesar de que los tambores estuvieran prohibidos años más tarde (por miedo a que los esclavos los utilizaran para comunicarse en caso de rebelión), los esclavos "llegaron a generar percusión, y sonidos de percusión, utilizando sus propios instrumentos e incluso con sus cuerpos."

## Canción de trabajo en España
Un caso especial de este tipo de canción son las manchegas "Labradoras", un tipo de canción que entonaba el campesino mientras se trasladaba, en el carro o galera tirada por mulas, desde el pueblo hasta el tajo, o desde allí hasta el pueblo, generalmente, antes del amanecer o al caer la tarde. 
Un caso concreto de las canciones de trabajo, son las "canciones de arado", canciones que entonaban los labradores mientras araban la tierra. En Castilla-La Mancha, el ritmo de la melodía marcado por cascabeles colocados en las mulas es más vivo que el de las canciones de arado de Castilla y León, marcados por el paso lento y pausado del buey. Este es un ejemplo de como la costumbres de una zona, en este caso el uso de un animal u otro para las labores agrícolas, puede condicionar el ritmo de la música tradicional.
En el flamenco, se da con frecuencia la presencia de este tipo de cantes. Algunos palos clásicos (Trilleras, Mineras, Tarantas, Cantes de fragua, etc.) son  ejemplos notables de canciones de trabajo.